# 卡萨马西马
卡萨马西马（義大利語：Casamassima），是意大利巴里省的一个市镇。总面积77平方公里，人口18838人，人口密度244.6人/平方公里（2009年）。ISTAT代码为072015。